# グッドネス・グレイシャス・ミー
『グッドネス・グレイシャス・ミー』（Goodness Gracious Me）は、1996年から1998年にイギリスBBCで放映されたコメディ番組。
イギリスでは過去にコメディ番組は数え切れないほど放映されてきたが、この番組の主人公は白人ではなく、それ以外のイギリス人、すなわちイギリスに在住するインド系、パキスタン系イギリス人（以下「エスニック系」と表記）が主人公となっている。構成はスケッチ・コメディー方式で、イギリスでのエスニック系住民が話すように英語の他にヒンディ語、ウルドゥ語、パンジャーブ語の単語が時折飛び交う。
細かいショートコントをつなげていくスケッチ・コメディーなので話のつながりはないが、ネタとしてはイギリスにおけるエスニック系社会の実情を反映しているものがほとんどである。すなわち
- インドから移民した保守的な第1世代の父母と、イギリスの生活に慣れてインドとは疎遠なイギリス人の意識が強い第2世代の子供の確執。
- 人種差別を逆手に取って白人の相手（主に雇い主）をやりこめるエスニック系。
- インド人としてよりイギリス人としてのプライドが強く、インドのものをバカにして、何でもイギリスのものを有り難がるインド系イギリス人。
- なんでもかんでも、例えばウィリアム・シェイクスピアでさえもインド起源説を唱えるインド人。

といったエスニック系社会の矛盾を野次ったり、エスニック系をネタにする自虐ネタが多い。